# Paredes, Bồ Đào Nha
Paredes là một huyện thuộc tỉnh Porto, Bồ Đào Nha. Huyện này có diện tích 156 km², dân số thời điểm năm 2001 là 83376 người.